# フタバ化学
株式会社フタバ化学（フタバかがく、FUTABA CHEMICAL CO., Ltd.）は、愛知県名古屋市中村区に本社を置くボディーソープメーカー。

## 概要
1946年（昭和21年）石鹸メーカーとして創業。液体ボディーソープを日本で初めて開発したメーカーとして知られ業務用ボディーソープではトップシェアである。

## 沿革
- 1946年（昭和21年） - 創業。
- 1961年（昭和36年） - 「株式会社フタバ化学」を設立。
- 1980年（昭和55年） - 日本工業規格表示許可を取得。
- 1990年（平成 2年） - 株式会社リーブルを設立。
- 1991年（平成 3年） - 株式会社テレリーブルを設立。
- 1998年（平成10年） - 株式会社ソウシンを設立。
- 2019年（令和元年）株式会社テレリーブル合併

## 事業所
- 本社（愛知県名古屋市中村区）
- 名古屋工場（愛知県名古屋市港区）
- 流通センター（愛知県名古屋市港区）

## 関連会社
- 株式会社ソウシン